# Canthochilum anacaona
Canthochilum anacaona е вид бръмбар от семейство Листороги бръмбари (Scarabaeidae). Видът не е застрашен от изчезване.

## Разпространение и местообитание
Разпространен е в Куба.
Обитава гористи местности, планини, възвишения и плата.